# Wösendorf in der Wachau
Wösendorf in der Wachau ist ein Ort der Marktgemeinde Weißenkirchen in der Wachau im Bezirk Krems-Land in Niederösterreich.

## Geografie
Das Dorf liegt in einer Aufweitung der Wachau zwischen St. Michael in der Wachau und Joching. Donauseitig führt die Donau Straße am Ort vorüber und an der anderen Seite die Donauuferbahn, die hier mit der Haltestelle Wösendorf-Joching über eine Station verfügt.

## Geschichte
Das Dorf hat seinen Ursprung in einer steinzeitlichen Siedlung und wurde urkundlich 1163 erstmals erwähnt. Den Ort prägen mehrere ehemalige Lesehöfe von Klöstern, herausragend ist hierbei der Florianihof, der Lesehof des Stiftes St. Florian, der im 15. Jahrhundert errichtet und im 17. und 18. Jahrhundert erweitert wurde. Die spätbarocke Pfarrkirche wurde um 1790 erbaut und weist Deckenmalereien in Medaillonform von A. Mayer auf. Die Altarbilder stammen von Martin Johann Schmidt.
Laut Adressbuch von Österreich waren im Jahr 1938 in der Marktgemeinde Wösendorf ein Bäcker, ein Fleischer, zwei Gastwirte, drei Gemischtwarenhändler, zwei Obsthändler, eine Obstverwertungsgenossenschaft, ein Schuster, eine Sparkasse und zwei Trafikanten ansässig.

## Sehenswürdigkeiten
- Pfarrkirche Wösendorf, ein spätbarocker Bau mit wertvollen Deckenmalereien

## Persönlichkeiten
- Josef Gruber (1855–1933),  Organist und Komponist, wurde hier geboren
- Herbert Koller (1911–1995), Manager und Generaldirektor der VÖEST, wurde hier geboren